# 大青
大青（だいしょう）は、647年に制定され、648年から649年まで日本で用いられた冠位である。13階中9番目で、小錦の下、小青の上に位置する。

## 解説
大化3年（647年）に制定された七色十三階冠で設けられ、翌年4月1日に実施された。冠は青絹で作り、大伯仙の錦で縁取った。冠につける鈿は銀で作った。紺の服を着用する規定であった。
大化5年（649年）2月に冠位十九階が導入されると、大青は大山上と大山下に分割されて廃止された。
1年で改称されたこともあり、大青の冠位を授かったと『日本書紀』に記された人物はいない。後継の大山上・大山下については多数知られる。